# Xylokastro
Xylokastro (Grieks: Ξυλόκαστρο) is een deelgemeente (dimotiki enotita) van de fusiegemeente (dimos) Xylokastro-Evrostina, in de Griekse bestuurlijke regio (periferia) Peloponnesos.
Xylokastro (Oudgrieks: Ξυλόκαστρον, Xylokastron, wat houten kasteel betekent), ligt in het voormalige departement Korinthe, aan de Golf van Korinthe.
Aan de westkant van de stad loopt de rivier de Sythas, aan de zuidzijde ligt een berg. De stad heeft een mooi strand, wat vele toeristen aantrekt.